# Oreste Del Buono
Oreste Del Buono est un écrivain, traducteur, journaliste et critique littéraire italien né le 8 mars 1923 à Poggio, hameau de la commune de Marciana, et mort le 30 septembre 2003 à Rome. Il est connu du grand public pour avoir dirigé la revue Linus.

## Biographie
Natif de Poggio, hameau de la commune de Marciana, dans la partie occidentale de l'île d'Elbe, Oreste Del Buono est le neveu du éros toscan Teseo Tesei. Il étudie à Milan où il vit pendant la Seconde Guerre mondiale. À cette période il est militaire dans la Marine royale. Capturé après l'armistice du 8 septembre 1943, il passe un an et demi en prison en Allemagne.
Il est un traducteur prolifique, traduisant surtout depuis le français, expert en science-fiction, roman policier, cinéma, sport, publicité (sur laquelle il tient une rubrique dans la revue Panorama). Il traduit notamment Le Manteau de Nicolas Gogol, Madame Bovary de Gustave Flaubert, Un amour de Swann de Marcel Proust et Le Bleu du ciel de Georges Bataille, mais aussi des œuvres d'André Gide, Guy de Maupassant, Michel Butor, Michel Tournier, Marguerite Yourcenar, Nathalie Sarraute, Denis Diderot, Benjamin Constant, Claude Gutman. Il traduit aussi, depuis l'anglais, Raymond Chandler, Robert Louis Stevenson, Arthur Conan Doyle, Oscar Wilde, Horace Walpole ou Ian Fleming.
Il fait partie, à la marge, du gruppo 63, publiant cette même année aux Éditions Feltrinelli Per pura ingratitudine. Il publie dès 1945 Racconto d'inverno puis Un intero minuto (1959), L'amore senza storie (1960), Né vivere né morire (1964), Un tocco in più (1966, avec Giovanni Rivera), I peggiori anni della nostra vita (1971), La parte difficile (1975, et republié en 2003 par Daniele Brolli), Tornerai (1976), Un'ombra dietro il cuore (1978), Il comune spettatore (1979), Se m'innamorassi di te (1980), La talpa di città (1984), La nostra classe dirigente (1986), La debolezza di scrivere (1987), La vita sola (1989), Acqua alla gola (1992), Amici, amici degli amici, maestri (1994), etc. Auteur éclectique, il écrit un livre sur Billy Wilder et plusieurs pages sur Federico Fellini.
Il est également éditeur dans plusieurs maisons d'édition comme Rizzoli, Bompiani ou Garzanti. Il fait découvrir des auteurs étrangers alors inconnus en Italie et introduit les œuvres d'auteurs italiens comme Achille Campanile, Giovannino Guareschi, Giorgio Scerbanenco, Carlo Manzoni (it), Tiziano Sclavi, Renato Olivieri, Marcello Marchesi, Giorgio Forattini (it), Emilio Giannelli, Augusto De Angelis, Paolo Villaggio ou Giulio Angioni. Il est surtout un grand prosélyte de la culture populaire, publiant un volume sur James Bond avec Umberto Eco et l'une des premières sinon la première Encyclopédie de la bande dessinée italienne, prenant conscience avant tout le monde de la valeur artistique des BD. Il est surtout connu du grand public pour avoir dirigé de 1972 à 1981 la revue Linus qui fait connaître en Italie les personnages des Peanuts de Charles M. Schulz.
Collaborateur de La Stampa, il est chargé de la rubrique Specchio dei tempi créée par Giulio De Benedetti (it). Il est également actif à la télévision pour laquelle il collabore, entre autres, en 1965, avec Franco Enriquez (it) à l'adaptation de Resurrezione d'après le roman homonyme de Léon Tolstoï. Il est même en 1981 commentateur sportif pour Contatto, le téléjournal de Maurizio Costanzo sur PIN, une chaîne de télévision du groupe Rizzoli. Pour la Radio Rai (it) il réalise Le interviste impossibili (it), en collaboraton avec Carmelo Bene et d'autres réalisateurs, dans lesquelles il interviewe des personnages d'autres temps (Edmondo De Amicis, Fiodor Dostoïevski, Vladimir Maïakovski, etc.) interprétés par Bene.
Il utilise souvent le sigle « OdB » pour signature. Une anthologie d'écrits publiée par Baldini, Castoldi, Dalai et Linus en son hommage peu après sa mort en 2003 s'intitule justement Ciao odb.